# Grand Prix de Denain

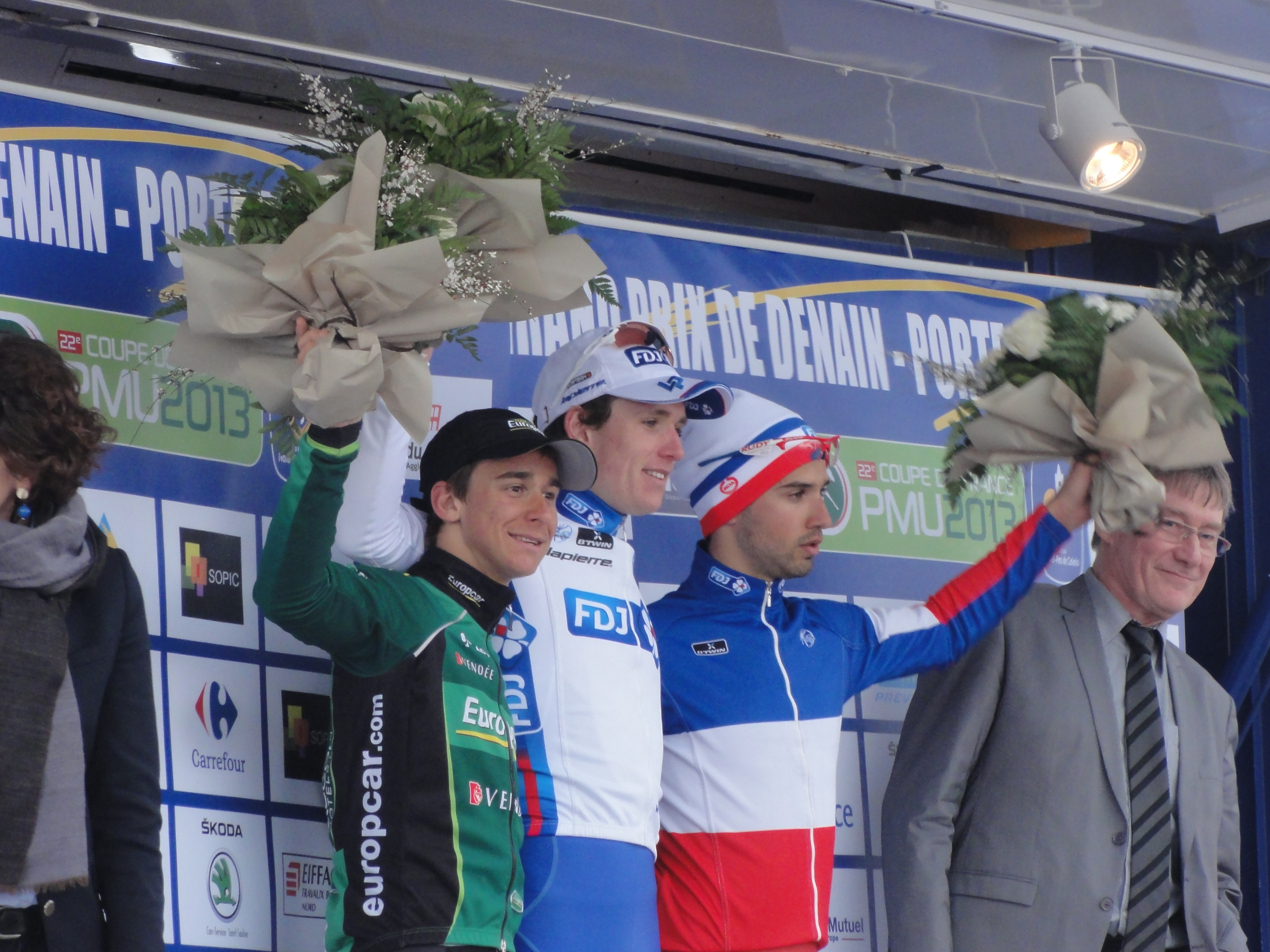
2013: Bryan Coquard, Arnaud Démare & Nacer Bouhanni.

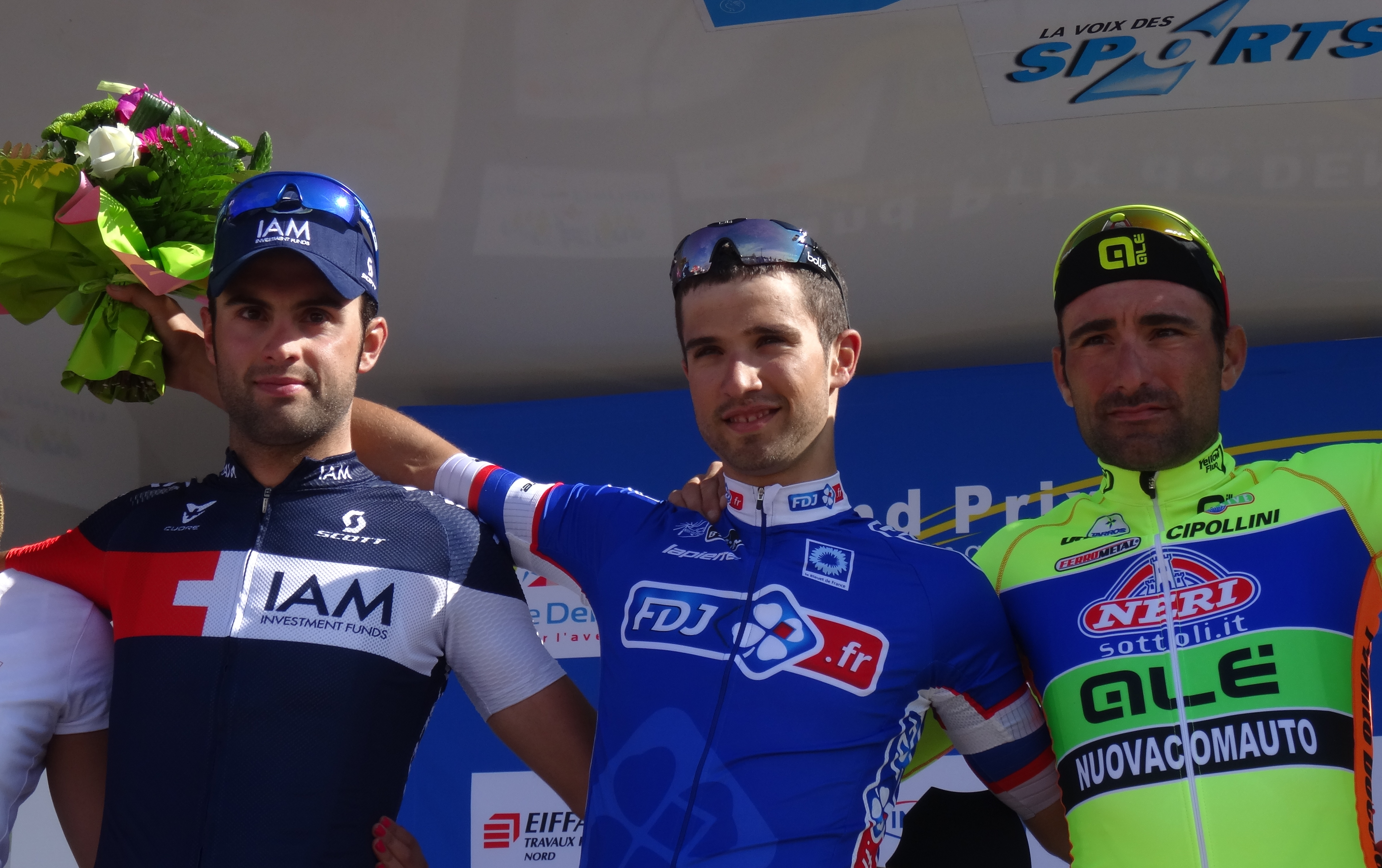
2014: Matteo Pelucchi (2), Nacer Bouhanni (1), Francesco Chicchi (3).

Der Grand Prix de Denain (auch Grand Prix de Denain Porte du Hainaut) ist ein französisches Straßenradrennen.
Das Eintagesrennen, welches seinen Termin für gewöhnlich im März oder April hat und rund um die französische Gemeinde Denain im Département Nord stattfindet, wurde erstmals im Jahr 1959 ausgetragen. Seit Einführung der UCI Europe Tour in der Saison 2005 ist das Rennen Teil dieser Rennserie und war zunächst in die Kategorie 1.1 eingestuft. Der Grand Prix de Denain ist außerdem ein Teil des Coupe de France, einer Rennserie von französischen Eintagesrennen. Rekordsieger ist Jimmy Casper, der das Rennen viermal für sich entscheiden konnte. 2016 wurde das Rennen auf die 1.HC-Kategorie hochgestuft und seit 2020 ist es Teil der neu geschaffenen UCI ProSeries.

## Palmarès
| Jahr | Sieger                 | Zweiter                | Dritter                  |          |
| ---- | ---------------------- | ---------------------- | ------------------------ | -------- |
| 1959 | Seamus Elliott         | Marcel Beckaert        | Jean Stablinski          |          |
| 1960 | Gabriel Borra          | Louis Proost           | Maurice Joosen           |          |
| 1961 | Arthur De Cabooter     | Roger Baens            | Marcel Ongenae           |          |
| 1962 | Julien Schepens        | Willy Raes             | Willy Truye              |          |
| 1963 | Gustaaf De Smet        | Édouard Delberghe      | Benoni Beheyt            |          |
| 1964 | Michael Wright         | Frans Verbeeck         | Bernard Van De Kerckhove |          |
| 1965 | Ludo Janssens          | Willy Van den Eynde    | Frans Verbeeck           |          |
| 1966 | Herman Vrancken        | Martin Van Den Bossche | Constant Jongen          |          |
| 1967 | José Samyn             | Jacques Boudringhin    | Eddy Van Audenaerde      |          |
| 1968 | Jean Stablinski        | Barry Hoban            | Herman Decan             |          |
| 1969 | Joseph Mathy           | Daniel Van Ryckeghem   | Fernand Hermie           |          |
| 1970 | Christian Callens      | Émile Bodart           | José Catieau             |          |
| 1971 | André Dierickx         | Herman Vrijders        | Frans Verhaegen          |          |
| 1972 | Gustaaf Van Roosbroeck | Jozef Abelshausen      | Rudy De Groote           |          |
| 1973 | Marc Demeyer           | Englebert Opdebeeck    | Dirk Baert               |          |
| 1974 | Willy Teirlinck        | José De Cauwer         | Edouard Verstraeten      |          |
| 1975 | Roger Loysch           | Jozef Abelshausen      | André Dierickx           |          |
| 1976 | Walter Planckaert      | Robert Mintkiewicz     | Eric Jacques             |          |
| 1977 | Robert Mintkiewicz     | Serge Vandaele         | Albert Van Vlierberghe   |          |
| 1978 | Frank Hoste            | Jos Jacobs             | Gustaaf Van Roosbroeck   |          |
| 1979 | Jean-Philippe Pipart   | Frits Pirard           | Johan Alberts            |          |
| 1980 | Léo Van Thielen        | Jean-Philippe Pipart   | Roger Vershaeve          |          |
| 1981 | Ferdi Van Den Haute    | Eric Van De Wiele      | Dirk Baert               |          |
| 1982 | Eddy Vanhaerens        | Alain Desaever         | Ronny Van Holen          |          |
| 1983 | Paul Sherwen           | William Tackaert       | Didier Vanoverschelde    |          |
| 1984 | Yves Godimus           | Claude Criquielion     | Willy Vigouroux          |          |
| 1985 | Patrick Versluys       | Jean-Louis Gauthier    | Pierre Le Bigaut         |          |
| 1986 | Bruno Wojtinek         | Johan Capiot           | Christophe Lavainne      |          |
| 1987 | Bruno Wojtinek         | Eddy Planckaert        | Jan Bogaert              |          |
| 1988 | Pascal Poisson         | Michel Vermote         | Thierry Marie            |          |
| 1989 | Edwig Van Hooydonck    | Thierry Marie          | Franck Boucanville       |          |
| 1990 | Frédéric Moncassin     | Peter Pieters          | Paul Popp                |          |
| 1991 | Frédéric Moncassin     | Martin Schalkers       | Thierry Laurent          |          |
| 1992 | Edwig Van Hooydonck    | Philippe Casado        | Hervé Henriet            |          |
| 1993 | Marcel Wüst            | Johan Capiot           | Michel Zanoli            |          |
| 1994 | Jans Koerts            | Lars Michaelsen        | Brian Holm               |          |
| 1995 | Jo Planckaert          | Michel Zanoli          | Thierry Gouvenou         |          |
| 1996 | Ján Svorada            | Michel Cornelisse      | Emmanuel Magnien         |          |
| 1997 | Ludo Dierckxsens       | Henk Vogels junior     | Stuart O’Grady           |          |
| 1998 | Jaan Kirsipuu          | Jeroen Blijlevens      | Frédéric Moncassin       |          |
| 1999 | Jeroen Blijlevens      | Jaan Kirsipuu          | Niko Eeckhout            |          |
| 2000 | Endrio Leoni           | Thor Hushovd           | Leonardo Guidi           |          |
| 2001 | Jaan Kirsipuu          | Davide Casarotto       | Frédéric Guesdon         |          |
| 2002 | Alberto Vinale         | Frédéric Finot         | Damien Nazon             |          |
| 2003 | Bert Roesems           | Enrico Poitschke       | Thomas Voeckler          |          |
| 2004 | Thor Hushovd           | Mark Scanlon           | Nico Sijmens             |          |
| 2005 | Jimmy Casper           | Mark Renshaw           | Lloyd Mondory            |          |
| 2006 | Jimmy Casper           | Nico Mattan            | Hans Dekkers             |          |
| 2007 | Sébastien Chavanel     | Mark Renshaw           | Eric Baumann             |          |
| 2008 | Edvald Boasson Hagen   | Jimmy Casper           | Jimmy Engoulvent         |          |
| 2009 | Jimmy Casper           | Matthew Goss           | Denis Flahaut            |          |
| 2010 | Denis Flahaut          | Florian Vachon         | Enrico Rossi             |          |
| 2011 | Jimmy Casper           | Romain Feillu          | Aidis Kruopis            |          |
| 2012 | Juan José Haedo        | Alex Rasmussen         | Andrea Guardini          |          |
| 2013 | Arnaud Démare          | Bryan Coquard          | Nacer Bouhanni           |          |
| 2014 | Nacer Bouhanni         | Matteo Pelucchi        | Francesco Chicchi        |          |
| 2015 | Nacer Bouhanni         | Boris Vallée           | Rudy Barbier             |          |
| 2016 | Daniel McLay           | Thomas Boudat          | Kenny Dehaes             |          |
| 2017 | Arnaud Démare          | Nacer Bouhanni         | Sebastián Molano         |          |
| 2018 | Kenny Dehaes           | Hugo Hofstetter        | Julien Duval             |          |
| 2019 | Mathieu van der Poel   | Marc Sarreau           | Timothy Dupont           |          |
| 2020 | abgesagt               | abgesagt               | abgesagt                 | abgesagt |
| 2021 | Jasper Philipsen       | Jordi Meeus            | Ben Swift                |          |
| 2022 | Max Walscheid          | Dries De Bondt         | Adrien Petit             |          |
| 2023 | Sebastián Molano       | Tim van Dijke          | Timo Kielich             |          |
| 2024 | Jannik Steimle         | Cériel Desal           | Dries Van Gestel         |          |
| 2025 | Matthew Brennan        | Gianni Vermeersch      | Dries De Bondt           |          |